# Drei-Zeichen-Klassiker
Der Drei-Zeichen-Klassiker (chinesisch 三字經, Pinyin Sānzì Jīng) ist ein Lehrgedicht für chinesische Schulkinder, das in der Republik China auf Taiwan bis in die 1960er Jahre verwendet wurde. Es wurde im 13. Jahrhundert kompiliert von Wang Yinglin (王應麟, 1223–1296), einem renommierten konfuzianischen Gelehrten. Deshalb vermittelt es auch die grundlegenden Werte des Konfuzianismus.
Das Gedicht besteht aus 1.200 Schriftzeichen, die in Versen von je drei Schriftzeichen gruppiert sind.
Es beginnt mit den berühmten Worten:

“人之初

性本善”

In Pinyin:

“rén zhī chū

xìng  běn shàn”

Das bedeutet in etwa: „Am Anfang sind die Menschen (ist der Mensch) gut“.
Diese beiden ersten Zeilen wurde von der Oscar-Preisträgerin für die beste Regie 2021, Chloé Zhao, in ihrer Dankesrede erwähnt.